# Équipe de Singapour de football
Cet article traite de l'équipe masculine. Pour l'équipe féminine, voir Équipe de Singapour féminine de football.
Maillots
Actualités
L'équipe de Singapour de football est une sélection des meilleurs joueurs singapouriens sous l'égide de la Fédération de Singapour de football.

## Sélection actuelle
Les joueurs suivants ont été pré-sélectionnés pour disputer l'AFF Suzuki Cup 2022.
Gardiens
- Hassan Sunny
- Zaiful Nizam
- Syazwan Buhari
- Zharfan Rohaizad

Défenseurs
- Hariss Harun
- Shakir Hamzah
- Nazrul Nazari
- Irfan Fandi
- Amirul Adli
- Nur Adam Abdullah
- Christopher van Huizen
- Ryaan Sanizal
- Ryhan Stewart
- Joshua Pereira

Milieux
- Shahdan Sulaiman
- Zulfahmi Arifin
- Anumanthan Kumar
- Hafiz Nor
- Adam Swandi
- Song Ui-young
- Hami Syahin
- Shah Shahiran
- Farhan Zulkifli

Attaquants
- Faris Ramli
- Ikhsan Fandi
- Shawal Anuar
- Hazzuwan Halim
- Taufik Suparno
- Ilhan Fandi

## Classement FIFA
| Année              | 1993 | 1994 | 1995 | 1996 | 1997 | 1998 | 1999 | 2000 | 2001 | 2002 | 2003 | 2004 | 2005 | 2006 | 2007 | 2008 | 2009 | 2010 | 2011 | 2012 | 2013 | 2014 | 2015 | 2016 | 2017 | 2018 | 2019 | 2020 | 2021 | 2022 | 2023 | 2024 |
| ------------------ | ---- | ---- | ---- | ---- | ---- | ---- | ---- | ---- | ---- | ---- | ---- | ---- | ---- | ---- | ---- | ---- | ---- | ---- | ---- | ---- | ---- | ---- | ---- | ---- | ---- | ---- | ---- | ---- | ---- | ---- | ---- | ---- |
| Classement mondial | 75   | 95   | 104  | 92   | 103  | 81   | 104  | 101  | 115  | 118  | 106  | 112  | 92   | 111  | 126  | 132  | 110  | 140  | 145  | 154  | 150  | 157  | 149  | 165  | 172  | 165  | 157  | 158  | 160  | 160  | 156  | 160  |

## Palmarès

### Parcours enCoupe du monde
| Année | Position     |      | Année             | Position |                   | Année | Position |
| 1930  | Non inscrite | 1974 | Non inscrite      | 2010     | Tour préliminaire |       |          |
| 1934  | Non inscrite | 1978 | Tour préliminaire | 2014     | Tour préliminaire |       |          |
| 1938  | Non inscrite | 1982 | Tour préliminaire | 2018     | Tour préliminaire |       |          |
| 1950  | Non inscrite | 1986 | Tour préliminaire | 2022     | Tour préliminaire |       |          |
| 1954  | Non inscrite | 1990 | Tour préliminaire | 2026     | Tour préliminaire |       |          |
| 1958  | Non inscrite | 1994 | Tour préliminaire | 2030     | A venir           |       |          |
| 1962  | Non inscrite | 1998 | Tour préliminaire | 2034     | A venir           |       |          |
| 1966  | Non inscrite | 2002 | Tour préliminaire |          |                   |       |          |
| 1970  | Non inscrite | 2006 | Tour préliminaire |          |                   |       |          |

### Parcours enCoupe d'Asie
| Année | Position          |      | Année             | Position |                        | Année | Position |
| 1956  | Non inscrit       | 1984 | 1er tour          | 2011     | Tour préliminaire      |       |          |
| 1960  | Tour préliminaire | 1988 | Non inscrit       | 2015     | Tour préliminaire      |       |          |
| 1964  | Non inscrit       | 1992 | Tour préliminaire | 2019     | Tour préliminaire      |       |          |
| 1968  | Tour préliminaire | 1996 | Tour préliminaire | 2023     | Tour préliminaire      |       |          |
| 1972  | Non inscrit       | 2000 | Tour préliminaire | 2027     | Éliminatoires en cours |       |          |
| 1976  | Tour préliminaire | 2004 | Tour préliminaire |          |                        |       |          |
| 1980  | Tour préliminaire | 2007 | Tour préliminaire |          |                        |       |          |

### Parcours enTiger Cup
- 1996 : 1er tour
- 1998 : Vainqueur
- 2000 : 1er tour
- 2002 : 1er tour
- 2004 : Vainqueur
- 2007 : Vainqueur
- 2008 : Demi-finaliste
- 2010 : 1er tour
- 2012 : Vainqueur
- 2014 : 1er tour
- 2016 : 1er tour
- 2018 : 1er tour
- 2021 : Demi-finaliste
- 2022 : 1er tour
- 2024 : Demi-finaliste

## Les adversaires de Singapour de 1953 à aujourd'hui
| Pays                      | J  | G  | N  | P  | Bp | Bc  | Diff | Premier match                        | Dernier match                        |
| ------------------------- | -- | -- | -- | -- | -- | --- | ---- | ------------------------------------ | ------------------------------------ |
| Afghanistan               | 4  | 1  | 1  | 2  | 4  | 5   | -1   | 08/10/2015 (1-0) à Singapour         | 29/05/2021 (1-1) à Dubaï             |
| Arabie saoudite           | 11 | 0  | 2  | 9  | 3  | 25  | -22  | 24/01/1981 (1-1) à Singapour         | 11/06/2021 (0-3) à Riyad             |
| Argentine                 | 1  | 0  | 0  | 1  | 0  | 6   | -6   | 13/06/2017 (0-6) à Singapour         |                                      |
| Australie                 | 7  | 0  | 1  | 6  | 4  | 21  | -17  | 11/11/1967 (1-5) à Saigon            | 22/03/2008 (0-0) à Singapour         |
| Bahreïn                   | 10 | 1  | 1  | 8  | 6  | 19  | -13  | 17/01/1982 (2-0) à Singapour         | 14/11/2017 (0-3) à Singapour         |
| Bangladesh                | 4  | 2  | 2  | 0  | 6  | 4   | 2    | 06/08/1973 (1-1) à Kuala Lumpur      | 10/06/2025 (2-1) à Dacca             |
| Birmanie                  | 43 | 21 | 7  | 15 | 75 | 87  | -12  | 01/05/1954 (1-1) à Manille           | 14/11/2024 (3-2) à Singapour         |
| Brunei                    | 14 | 12 | 1  | 1  | 43 | 8   | 35   | 24/12/1975 (6-0) à Bangkok           | 06/06/2015 (5-1) à Singapour         |
| Cambodge                  | 20 | 16 | 2  | 2  | 41 | 13  | 28   | 05/09/1957 (1-1) à Kuala Lumpur      | 11/12/2024 (2-1) à Singapour         |
| Canada                    | 2  | 0  | 0  | 2  | 0  | 2   | -2   | 24/08/1986 (0-1) à Singapour         | 06/09/1986 (0-1) à Singapour         |
| Chine                     | 15 | 1  | 3  | 11 | 10 | 36  | -26  | 05/12/1984 (0-2) à Singapour         | 26/03/2024 (1-4) à Tianjin           |
| Corée du Nord             | 11 | 2  | 1  | 8  | 9  | 20  | -11  | 05/05/1975 (0-1) à Hong Kong         | 02/11/2010 (1-2) à Hanoï             |
| Corée du Sud              | 27 | 2  | 3  | 22 | 20 | 87  | -67  | 05/04/1953 (2-3) à Hong Kong         | 06/06/2024 (0-7) à Singapour         |
| Émirats arabes unis       | 4  | 0  | 1  | 3  | 2  | 8   | -6   | 08/12/1984 (0-1) à Singapour         | 12/09/2007 (1-1) à Singapour         |
| Fidji                     | 1  | 1  | 0  | 0  | 2  | 0   | 2    | 11/09/2018 (2-0) à Singapour         |                                      |
| Finlande                  | 1  | 0  | 0  | 1  | 0  | 1   | -1   | 25/02/1997 (0-1) à Kuala Lumpur      |                                      |
| Ghana                     | 1  | 0  | 0  | 1  | 0  | 3   | -3   | 07/08/1982 (0-3) à Kuala Lumpur      |                                      |
| Guam                      | 3  | 2  | 1  | 0  | 5  | 3   | 2    | 31/03/2015 (2-2) à Singapour         | 17/10/2023 (1-0) à Dededo            |
| Hong Kong                 | 27 | 6  | 9  | 12 | 28 | 37  | -9   | 03/09/1958 (0-3) à Kuala Lumpur      | 25/03/2025 (0-0) à Singapour         |
| Îles Salomon              | 2  | 1  | 1  | 0  | 5  | 4   | 1    | 08/06/2019 (4-3) à Singapour         | 18/06/2023 (1-1) à Singapour         |
| Inde                      | 12 | 6  | 2  | 4  | 15 | 12  | 3    | 31/08/1959 (0-2) à Kuala Lumpur      | 24/09/2022 (1-1) à Hô Chi Minh-Ville |
| Indonésie                 | 57 | 18 | 12 | 27 | 69 | 103 | -34  | 31/08/1958 (0-2) à Kuala Lumpur      | 25/12/2021 (2-4) à Singapour         |
| Irak                      | 6  | 1  | 0  | 5  | 6  | 20  | -14  | 12/07/1978 (0-3) à Kuala Lumpur      | 29/02/2012 (1-7) à Doha              |
| Iran                      | 3  | 0  | 1  | 2  | 2  | 10  | -8   | 10/12/1984 (1-1) à Singapour         | 06/01/2010 (1-3) à Singapour         |
| Israël                    | 1  | 0  | 0  | 1  | 1  | 2   | -1   | 28/05/1958 (1-2) à Tokyo             |                                      |
| Japon                     | 23 | 3  | 2  | 18 | 18 | 55  | -37  | 10/01/1959 (3-4) à Singapour         | 12/11/2015 (0-3) à Singapour         |
| Jordanie                  | 9  | 1  | 1  | 7  | 6  | 20  | -14  | 30/11/2002 (1-3) à Amman             | 05/10/2019 (0-0) à Amman             |
| Kazakhstan                | 1  | 0  | 1  | 0  | 0  | 0   | 0    | 24/12/2006 (0-0) à Bangkok           |                                      |
| Kirghizistan              | 4  | 0  | 1  | 3  | 3  | 6   | -3   | 03/02/2001 (0-1) à Singapour         | 08/06/2022 (1-2) à Bichkek           |
| Koweït                    | 10 | 1  | 2  | 7  | 6  | 20  | -14  | 30/07/1973 (0-2) à Kuala Lumpur      | 01/06/2022 (0-2) à Abou Dabi         |
| Laos                      | 13 | 11 | 1  | 1  | 42 | 12  | 30   | 14/11/1970 (0-3) à Bangkok           | 27/12/2022 (2-0) à Vientiane         |
| Liban                     | 5  | 2  | 1  | 2  | 6  | 5   | 1    | 13/04/1997 (1-1) à Beyrouth          | 09/11/2017 (0-1) à Singapour         |
| Macao                     | 4  | 3  | 1  | 0  | 6  | 2   | 4    | 16/02/2000 (1-0) à Macao             | 26/03/2023 (1-0) à Macao             |
| Malaisie                  | 68 | 21 | 25 | 22 | 85 | 91  | -6   | 02/09/1958 (0-0) à Kuala Lumpur      | 20/12/2024 (0-0) à Kuala Lumpur      |
| Maldives                  | 8  | 8  | 0  | 0  | 26 | 7   | 19   | 29/06/1996 (2-0) à Bangkok           | 05/06/2025 (3-1) à Singapour         |
| Maurice                   | 1  | 0  | 1  | 0  | 1  | 1   | 0    | 07/09/2018 (1-1) à Singapour         |                                      |
| Mongolie                  | 1  | 1  | 0  | 0  | 2  | 0   | 2    | 12/10/2018 (2-0) à Singapour         |                                      |
| Népal                     | 5  | 3  | 1  | 1  | 12 | 1   | 11   | 05/05/1982 (2-0) à Bangkok           | 21/03/2025 (0-1) à Singapour         |
| Norvège                   | 1  | 0  | 0  | 1  | 2  | 5   | -3   | 28/01/2004 (2-5) à Singapour         |                                      |
| Nouvelle-Zélande          | 7  | 1  | 1  | 5  | 6  | 13  | -7   | 08/11/1967 (1-3) à Hô Chi Minh-Ville | 22/05/2001 (3-0) à Singapour         |
| Oman                      | 11 | 1  | 2  | 8  | 7  | 26  | -19  | 09/12/1988 (3-1) à Kuala Lumpur      | 23/03/2019 (1-1) à Kuala Lumpur      |
| Ouzbékistan               | 4  | 0  | 0  | 4  | 4  | 16  | -12  | 02/06/2008 (3-7) à Singapour         | 07/06/2021 (0-5) à Riyad             |
| Pakistan                  | 6  | 3  | 1  | 2  | 16 | 9   | 7    | 02/05/1954 (2-6) à Manille           | 19/11/2012 (4-0) à Singapour         |
| Palestine                 | 7  | 4  | 1  | 2  | 11 | 6   | 5    | 19/10/2003 (2-0) à Singapour         | 03/06/2021 (0-4) à Riyad             |
| Papouasie-Nouvelle-Guinée | 2  | 1  | 1  | 0  | 4  | 3   | 1    | 06/09/2014 (2-1) à Singapour         | 16/06/2023 (2-2) à Singapour         |
| Philippines               | 24 | 16 | 4  | 4  | 55 | 13  | 42   | 13/09/1962 (5-0) à Kuala Lumpur      | 29/03/2022 (2-0) à Singapour         |
| Pologne                   | 1  | 0  | 0  | 1  | 1  | 6   | -5   | 23/01/2010 (1-6) à Nakhon Ratchasima |                                      |
| Qatar                     | 14 | 1  | 1  | 12 | 5  | 32  | -27  | 04/09/1984 (0-1) à Singapour         | 14/11/2019 (0-2) à Doha              |
| Sri Lanka                 | 5  | 4  | 0  | 1  | 15 | 6   | 9    | 23/06/1972 (3-1) à Singapour         | 30/10/2000 (2-0) à Singapour         |
| Sud-Vietnam               | 15 | 1  | 4  | 10 | 24 | 40  | -16  | 31/08/1957 (5-5) à Kuala Lumpur      | 06/09/1973 (1-1) à Singapour         |
| Suède                     | 1  | 0  | 0  | 1  | 0  | 5   | -5   | 17/11/1979 (0-5) à Singapour         |                                      |
| Syrie                     | 6  | 2  | 0  | 4  | 7  | 11  | -4   | 22/07/1978 (4-1) à Kuala Lumpur      | 09/11/2016 (0-2) à Seremban          |
| Tadjikistan               | 4  | 1  | 1  | 2  | 3  | 4   | -1   | 09/11/2007 (2-0) à Singapour         | 08/09/2023 (0-2) à Singapour         |
| Taipei chinois            | 9  | 3  | 2  | 4  | 19 | 18  | 1    | 18/08/1966 (4-1) à Kuala Lumpur      | 18/11/2024 (2-3) à Singapour         |
| Thaïlande                 | 63 | 11 | 15 | 37 | 62 | 116 | -54  | 03/09/1957 (6-0) à Kuala Lumpur      | 17/12/2024 (2-4) à Singapour         |
| Timor oriental            | 3  | 3  | 0  | 0  | 11 | 1   | 10   | 21/11/2018 (6-1) à Singapour         | 14/12/2024 (3-0) à Hanoï             |
| Turkménistan              | 3  | 1  | 1  | 1  | 6  | 5   | 1    | 22/10/2009 (4-2) à Hô Chi Minh-Ville | 10/10/2017 (1-2) à Achgabat          |
| Uruguay                   | 1  | 0  | 0  | 1  | 1  | 2   | -1   | 21/05/2002 (1-2) à Singapour         |                                      |
| Vietnam                   | 22 | 4  | 8  | 10 | 14 | 26  | -12  | 13/04/1993 (3-2) à Doha              | 29/12/2024 (1-3) à Việt Trì          |
| Yémen                     | 2  | 1  | 1  | 0  | 4  | 3   | 1    | 05/09/2019 (2-2) à Singapour         | 19/11/2019 (2-1) à Muharraq          |